# 病人自主權利法
《病人自主權利法》（簡稱病主法），是台灣第一部以病人為主體的醫療法規，也是全亞洲第一部完整地保障病人自主權利的專法。相較於在台灣施行已久的《安寧緩和醫療條例》（簡稱安寧條例）僅賦予末期病人拒絕急救與維生醫療的權利，病主法的適用對象不再僅限於末期病人，而是擴大為五款臨床條件；從立法宗旨來看，病主法除了保障病人醫療自主、善終權益，也旨在促進醫病關係和諧，可以說是超越個人性的保障，進而擴及家庭、社會性的權益。病主法的基本理念是確保病人享有知情、選擇與決定的自主權利，且在特定臨床條件下，也可以選擇不施加維持生命治療（Life-sustaining Treatment, LST）與人工營養及流體餵養（Artificial Nutrition and Hydration, ANH）。

根據病主法規定，具完全行為能力的意願人（18歲以上）可以透過預立醫療照護諮商（Advance Care Planning, ACP）的程序，與親友和醫療機構討論、溝通自己的善終意願，並簽署預立醫療決定（Advance Decision, AD），選擇自己在法定的五種臨床條件下是否接受、或如何接受醫療行為；同時也可以指定自己信任的人擔任醫療委任代理人（Health Care Agent, HCA），確保自己的善終意願在意識不清時仍能被貫徹。

## 立法背景
因醫學科技越來越發達，且現行法律規定醫師有急救病人的義務，導致有許多病人早已喪失自然活著的能力，卻因身上插滿維生醫療設備而賴活多年、難以善終。許多植物人、長期昏迷或極重度失智者早已失去自行表達意願的能力，因家屬、醫護人員無法得知其醫療意願與善終規劃為何，且子女承受著不救父母會被視為「不孝」的社會壓力，只能使其長期臥病在床。

為了解除這些病患的困境，讓每個人都享有生命最後能回歸自然善終的權利，第八屆不分區立委楊玉欣於2015年5月22日提出病主法草案
，起草者為臺大哲學系教授暨生命教育研發育成中心主任孫效智。立法過程中，楊玉欣與孫效智多次邀集衛福部、醫界、法界、哲學界及病友等團體，極力宣導並廣徵各界意見，立法院並於同年10月7日上午召開公聽會。朝野黨團經過數次協商後，在2015年12月18日三讀通過病主法，並在2016年1月6日由總統馬英九公布。

## 核心主旨
病主法主要有三大理念：「尊重病人醫療自主」、「保障病人善終權益」和「促進醫病關係和諧」，以病人為規範主體，又以保障病人自主權為核心價值。

### 尊重病人醫療自主
病主法的首要目的是尊重病人醫療自主，法條中明確宣示病人本人擁有最優先的「知情、選擇與決定權」，病方其他人（關係人）只在病人需要協助或不反對的情形下才擁有知情權，並且只在輔助原則（principle of subsidiarity）的意義下擁有協助病人選擇與決定醫療選項的權利。

### 保障病人善終權益
因醫學科技的進步，許多病人會在醫療措施的支持下維持生命，然其生命品質可能十分低落，且身心承受巨大痛苦，導致病人在某些狀況下「生不如死」  。病主法保障病人可以透過預立醫療決定，在特定的五款臨床條件下拒絕維持生命治療與人工營養及流體餵養，並要求醫療方提供緩和醫療及其他適當處置，使病人享有拒絕醫療、圓滿善終的權利。

### 促進醫病關係和諧
病主法雖然強調病人是醫療行為中的主體，但醫護人員同樣具有主體性，因此，醫病關係應維持互為主體的平衡。
傳統因為醫病雙方在專業能力上的不對等，以及助人與被助人的不平衡，病人的主體性較容易被忽視，造成醫療父權的問題。病主法希望可以基於醫病互為主體性的前提下，重塑病人的自主權利；依此，病主法第4條規定，病人選擇與決定醫療選項之範圍應以醫師的專業建議為限。
另外，在涉及生死抉擇時，依病主法第14條第1項規定，醫療機構或醫師「得」尊重病人表達在預立醫療決定中的拒絕醫療意願，並非強迫執行不可；換言之，醫療方是否願意執行病人預立醫療決定中的意願同樣也受到本法的尊重，不願意執行者須轉介其他醫療機構或醫師，而願意執行的醫療機構或醫師則受到本法保障，在法律上免除刑責、行政責任及民事賠償責任。

## 本法架構與內涵
《病主法》著眼於病人自主權的完整規範，從整體架構來看，本法以第7條為分水嶺，前半部談的是病人自主權的基本原則，後半部則規範攸關生死的特殊拒絕醫療權及相關的配套措施。

### 病人自主權的基本原則

#### 知情權
病主法對於病人自主權利的保障，具有高度突破性。本法第4條第1項概括宣示病人享有的知情權，涵蓋病情、醫療選項及各選項之可能成效與風險預後等，第2項進一步規定病人以外的其他關係人不得妨礙醫療機構或醫師依病人決定所採取之作為。依此，病人自主權最具優先性，其他人的想法不得凌駕病人本人的自主意願。本法第5條第1項重申醫療方一定要將病情和治療資訊告知病人，僅在病人未明示反對時，方得告知病人的其他關係人；換言之，關係人的知情權至少應經病人的默許。第5條第2項則規範病人知情原則的例外，當病人的行為能力與心智能力有所缺乏，關係人才能在輔助病人的意義上，擁有掌握病情及相關醫療資訊的知情權利。

#### 選擇與決定權
病主法第4條賦予病人選擇與決定權。病主法第6條雖依循醫療法第63條、第64條精神，賦予病人與病方一視同仁的權利，不過《病人自主權利法施行細則》（簡稱施行細則）補正了這個問題，施行細則第5條第1項明文規定：病主法第6條所定同意，應以病人同意為優先，病人未明示反對時，才得以關係人同意為之。由此可知，病主法整體架構仍確保了病人選擇與決定權的優先性。

### 特殊拒絕權的機制設計

#### 預立醫療照護諮商（Advance Care Planning, ACP）
預立醫療照護諮商是由醫療專業人員與當事人、家屬及其他關係人共同進行的諮商過程，目的是幫助有意簽署預立醫療決定的當事人及其家屬、關係人，瞭解病主法所保障的病人自主權及拒絕醫療權。病主法第3條第6款將預立醫療照護諮商定義如下：「指病人與醫療服務提供者、親屬或其他相關人士所進行之溝通過程，商討當病人處於特定臨床條件、意識昏迷或無法清楚表達意願時，對病人應提供之適當照護方式以及病人得接受或拒絕之維持生命治療與人工營養及流體餵養。」
參與預立醫療照護諮商是意願人簽署預立醫療決定前必須完成的法定程序之一。依據病主法第9條第2項規定，預立醫療照護諮商的參與者，除了意願人本人外，應有二親等內之親屬至少一人參與，若意願人在諮商前已指定醫療委任代理人，也必須一同參加。除此之外，其他經意願人允許的親屬、朋友，也可以一起參與諮商，共同瞭解意願人的醫療意願。

#### 預立醫療決定（Advance Decision, AD）
預立醫療決定是一種正式的書面文件，主要功能是讓病人行使特殊拒絕醫療權。病主法第3條第3款針對預立醫療決定所做的定義為：「指意願人事先立下之書面意思表示，指明處於特定臨床條件時，希望接受或拒絕之維持生命治療、人工營養及流體餵養或其他與醫療照護、善終等相關意願之決定。」
預立醫療決定有法定格式，意願人必須事先以書面方式簽署這份文件。病主法第9條第1項規範了簽署預立醫療決定的法定程序要件，包含：參與預立醫療照護諮商，經醫療機關核章，並經過兩位見證人見證或公證後，由中央主管機關註記於健保IC卡上，至此預立醫療決定才算生效。
病主法稱簽署預立醫療決定者為「意願人」，意願人有其資格規範，依據病主法第8條及第9條的相關規定，意願人必須具完全行為能力（20歲以上或已婚）、具心智能力且意識清楚、出於自願且具有健保卡等，才能完成預立醫療照護諮商與簽署預立醫療決定。

#### 醫療委任代理人（Health Care Agent, HCA）
依據病主法第3條第5項規定，醫療委任代理人指接受意願人書面委任，於意願人意識昏迷或無法清楚表達意願時，代理意願人表達意願之人。醫療委任代理人的權限，規範在病主法第10條第3項，包含：聽取病情告知、同意手術，以及代理病人表達其預立醫療決定上的醫療意願。
醫療委任代理人不是所有人都能擔任，依據病主法第10條第1項及第2項，醫療委任代理人必須是20歲以上具完全能力之人，而且除了意願人的繼承人之外，不可以是意願人的受遺贈人、器官捐贈指定受贈人或其他會因意願人死亡而獲利之人。意願人可以不只指定一位醫療委任代理人，當醫療委任代理人有兩人以上時，意願人可以為他們指定優先順位；若無指定順位，則每一位醫療委任代理人都可以單獨代理意願人表達意見。

#### 五款臨床條件
病主法第14條第1項臚列了五種臨床條件，允許病人在這些情況下行使特殊拒絕醫療權，這五種臨床條件包括：
1. 末期病人
2. 處於不可逆轉之昏迷狀況
3. 永久植物人狀態
4. 極重度失智
5. 其他經中央主管機關公告之病人疾病狀況或痛苦難以忍受、疾病無法治癒且依當時醫療水準無其他合適解決方法之情形（在2020年1月6日衛福部已正式公告11個類別[11]。）

五種臨床條件的判斷，必須經由由兩位具相關專科醫師資格之醫師確診，再經過緩和醫療團隊至少二次照會確認其預立醫療決定的內容之後，才能認定符合臨床條件，而後啟動執行預立醫療決定，達成病人想要的圓滿善終。五種臨床條件的詳細判斷標準，規範在施行細則第10條至第14條。

## 兩部子法
為使病主法能順利如期實施，衛生福利部於2018年10月3日發布《病人自主權利法施行細則》及《提供預立醫療照護諮商之醫療機構管理辦法》兩部子法，藉以釐清法條疑義與執行細節。同時也公布了「預立醫療決定書」格式，讓有需要的意願人可以透過事先立下書面醫療決定，來選擇是否接受維持生命治療或人工營養及流體餵養。

### 《病人自主權利法施行細則》
施行細則將母法中抽象或概念籠統處予以具體說明，確立了臨床醫療決定應「以病人同意為優先，關係人同意為輔助」的原則。此外，針對病人臨床當下書面意願與預立醫療決定間的衝突確立優先順序，並明訂醫療機構或醫師若不執行預立醫療決定，須進行轉診的規範。最後，施行細則針對五種臨床條件的判斷標準做出明確規範，確保醫療機構或醫師於臨床實務執行時有法律可供依循。

### 《提供預立醫療照護諮商之醫療機構管理辦法》
管理辦法規範了預立醫療照護諮商團隊的成員組成、資格條件、諮商應進行之程序等具體作法，辦法中明訂諮商機構應向民眾提供相關資料、諮商過程說明，也需要對諮商過程進行紀錄。此外，管理辦法亦明訂地方主管機關職責，應指定200床以上、通過評鑑之合格醫院，提供預立醫療照護諮商的服務。不過，其他具特殊專長或位於偏遠地區的診所、醫院，可以組成符合資格的諮商團隊後，向主管機關申請同意，成為諮商機構。